# Весселінг
Весселінг (нім. Wesseling) — місто в Німеччині, знаходиться в землі Північний Рейн-Вестфалія. Підпорядковується адміністративному округу Кельн. Входить до складу району Райн-Ерфт. Індустріальне місто розташоване на південь від Кельна на березі Рейна. У Весселінзі працюють декілька великих хімічних та нафтопереробних підприємств.
Площа — 23,4 км2. Населення становить 36 731 ос. (станом на 31 грудня 2020).